# Jack Shephard
Dr. Jack Shephard er en fiktiv person i tv-serien Lost, portrætteret af den amerikanske skuespiller Matthew Fox. Efternavnet Shephard (der lyder som og etymologisk er identisk med shepherd, der betyder "hyrde") er inkorporeret som symbol på hans lederegenskaber blandt de overlevende.
Jack har medvirket siden pilotafsnittet, og er betragtet som "hovedpersonen blandt hovedpersonerne." Således, er det ham som er centrumfiguren i en vægtig mængde af de betydningsfulde afsnit, herunder flere sæsondebuter og -finaler.

## Baggrund
Da forfatterne udviklede seriens koncept var planen at Jack døde og at Kate Austen (Evangeline Lilly) blev leder af de overlevende. Men førstehåndsresponsen på idéen var at seeren mister sit tillidsstandpunkt og derfor muligvis interessen i serien. Derfor vedblev karakteren. Matthew Fox auditionerede for rollen som James "Sawyer" Ford (Josh Holloway).

### Personlighed
Jack er stædig i en sådan grad, at det nogle gange påvirker hans helbred. Det ses blandt andet i "White Rabbit" hvor han jager en mand, han udmærket ved er en hallucination. I et senere tilfælde, finder Kate det nødvendigt at smuldre sovemiddel i hans drikkevand, og på den måde give ham nogle timers afslapning.
Han udpeges ufrivilligt til lederen blandt de overlevende og han har af personlige årsager ikke let ved at tackle denne benævnelse. Dels fordi hans far, i løbet af Jacks barndom, ikke holdt igen med bemærkning om Jacks psykiske mangler. Og dels, fordi han – som et set i "Stranger in a Strange Land" – under sit ophold i Phuket, Thailand bliver markeret som leder og får fortalt at denne egenskab gør ham ensom.
Hvad end der er tale om en situation eller en person, han er knyttet til, har Jack en obsessiv og besættende adfærd. Dette eksemplificeres i "A Tale of Two Cities" hvor han spionerer og gennemsøger telefonkontakter for at finde ud af hvem Sarahs nye kæreste er. Han forfølger også sin far til et hotel under mistanke om at han har en affære med Sarah.

## Biografi

### Før flystyrtet
Jack voksede op i et hjem, hvor forældrene ikke lagde skjul på deres forventninger til ham – og heller ikke når de var skuffet. Eksempelvis da Jack kommer hjem, efter et forsøg på at redde sin barndomsven Marc Silvermann fra en gruppe store drenge. Christian, hans far, besvarer episoden med at Jack ikke har hvad der skal til.
Jack bliver uddannet som kirurg og får arbejde på St. Sebastians Hospital i Los Angeles, hvor Christian er chefkirurg. Han tog uddannelsen på University of Columbia og bestod som den bedste sin klasse.
Jack gifter sig med Sarah efter en mirakuløs operation. Jack har ikke nemt ved at formulere sine bryllupsløfter og det bekymrer ham. Men eventuelt gennemfører de brylluppet og han improviserer en tale ved ceremonien, hvor han tilkendegiver at det ikke var ham der reddede hende. Men hende der reddede ham.
En af dagene på arbejdet overtager han en operation fra sin far, der tilsyneladende er alkoholisk påvirket. Patienten dør. Den første tid herefter er Jack indvilget i at fordreje sandheden i rapporten, men da det viser sig at patienten var gravid, stikker han sin far i ryggen.
Jack accepterer at operere på en gammel mand, hvis chancer synes at rinde ud i sandet. Da den gamle afgår ved døden, bliver datteren så såret – men også taknemlig for forsøget – at hun kysser Jack. Da Jack kommer hjem, fortæller han Sarah om episoden og hun kan ved samme lejlighed fortælle at hun har mødt en anden.
I lang tid herefter kræver Jack med hård hånd at vide hvem hendes nye kæreste er. Han gennemgår hendes telefonbog og finder overrasket Christians nummer deri. I et raserianfald overfalder Jack Christian ved et AA-møde, der leder til at  Christian får et tilbagefald og tager til Sydney sammen med Ana Lucia. Før Jack kan komme til Christian undsætning dør han af et hjerteanfald. Jack ender på Oceanic Flight 815 fordi han skal bringe sin fars lig tilbage til Los Angeles.

### Efter flystyrtet

#### Sæson 1
Jack træder i karakter som lederen af The Castaways, allerede på første dag med sine lægekundskaber. Men i særdeleshed da han holder sin famøse "Lev sammen, dø alene"-tale. I "White Rabbit" følger han en tilbagevendende hallucination af sin far. Hallucinationen fører ham til en grotte med friskt vand og ly. Det er herefter han holder sin tale, og der går kun et par dage før han foreslår at de flytter dertil. Lejren splittes op i to dele: Dem der følger med Jack, og dem der bliver på stranden for at holde gang i signalbålet.
Efter en diskussion med Charlie Pace, der føler sig trådt på, styrter en af grottesektionerne ned over ham. Han er fanget derinde i timevis, med reddes delvist af en gruppe der udarbejder en tunnel og dels af Charlie der kravler derind og finder en udvej.
Han knytter bånd til Kate Austen.
Da Danielle Rousseau advarer mod at The Others kommer i Exodus, drager Jack med til Den Sorte Klippe og bringer dynamit til The Hatch. Selvom han ser den flygtige sorte røg, lader det til at han ikke tror på hvad han ser. Han påstår i hvert fald at John Lockes snak om skæbne og overtro er forkastelig.

#### Sæson 2
Jack indser umuligheden i at få alle de overlevende ned i lugen, og beordrer alle at samles ved grotterne, hvor han holder en tale om håb. Trods dét kravler Kate og Locke ned i lugen. Jack går efter  og må også befri Locke der er taget på skudhold af Desmond. Desmond fortæller at han har boet i lugen i flere år, for at trykke på en knap der angiveligt forhindrer verden i at gå under. Jack nægter at tro på Desmonds irrationelle forklaringer, og tøver indtil de sidste sekunder med at trykke på knappen.
Jack udfordrer Kate i golf, men under deres duel dukker Mr. Eko op i junglen med Sawyer over skulderne. De skynder sig tilbage til lugen, hvor der opstår en diskussion om hvordan de skal håndtere  Ana Lucias har trusler mod Sayid og mord på Shannon.
Han drager med Locke og Sawyer ud for at bringe Michael tilbage, men må vende tomhændet hjem efter en alvorlig samtale med Tom.
På trods af han ved at Michael kan være kompromitteret, indvilger han i at drage med ham, Sawyer, Kate og Hurley til hvor The Others bor.

#### Sæson 3
Jack finder sig selv tilfangetaget på The Hydra, hvor han manipuleres til at operere Bens svulst væk. Han stifter bekendtskab og bånd med Juliet, og trods en kold start på deres forhold udvikler der sig en romance mellem dem. Det er hende der bringer ham mad og fører de nødvendige samtaler. Første gang Juliet bringer mad angriber Jack hende, og han tvinger hende med ud i korridoren. I sin stædighed åbner han en dør han blev bedt ikke at åbne, og rummet oversvømmes. Situationen bruger Juliet til at bringe kontrol over Jack igen.
Efter Jack og Ben giver hånd på Jacks hjemrejse, tilslutter han sig The Others og flytter med dem til Otherville. Han forsøger åbensindet at affinde sig med tilværelsen. Det forløber indtil Locke springer ubåden i luften; Den var eneste umiddelbare mulighed for at komme væk.
Da han vender tilbage til midtersektionens lejr, opdager han hurtigt at de andre ikke længere stoler på ham. Det bekræftes i særdeleshed da Kate fortæller ham at en faldskærmskvinde, Naomi, er nødlandet på øen og at ingen har fortalt ham det.
Han planlægger et baghold mod The Others da The Castaways lærer at de er på vej for at kidnappe de gravide kvinder. Herefter fører han stort set alle de overlevende mod radiotårnet, hvor Danielles nødsignal afspilles fra. De får med succes slået nødsignalet fra og Jack kan bruge Naomis medbragte satellittelefon til at kontakte Naomis fragtskib.

#### Sæson 4
Jack kontakter Naomis fragtskib og bekræfter for de overlevende at de omsider er på vej hjem. Han opdager Naomi er væk, og iværksætter en eftersøgning. Han overlade ledelsen til Kate, og giver hinanden et kram, der synes at tiltrække Bens opmærksomhed. Jack og Danielle tager Ben med sig, og da sporet ender blindt, fortæller Ben at han så Kate stjæle radioen fra Jacks lomme, mens de krammede. Jack vender om, og da de genforenes med de andre overlevnede de flyets cockpit, slår han Locke omkuld, tager hans pistol og holder den for hans ansigt. Han trykker aftrækkeren, men pistolen er ikke ladt. Jack kan kun se til mens Lockes tale lokker blandt andet Sawyer og Hurley til ham. Senere på natten, opdager Jack og Kate en fremmed helikopter og ser en mand svæve ned til jorden i faldskærm. Manden er Daniel Faraday, og han redegør ikke umiddelbart for deres korrekte befindende på øen, såvel som han heller ikke redegør for hvorfor han bærer en pistol og for de ting han har i en medbragt kasse. Jack og Kate følger Daniels sprong af Miles – en anden fra fragtskibet der tager Jack på skudhold. På vej gennem junglen, genvinder Jack i samråd med Juliet og Sayid kontrol over situationen. Senere forener de sig med helikopterpiloten Frank, og Miles fortæller hvorfor de er på øen: For at finde Ben. Da helikopteren flyver ud mod fragtskibet, bliver Jack på øen.

### Efter øen
Jack besøger Hurley på sindssygehospitalet, og spørger indtil hvordan det går. Han fortæller også, at han vil lade sit skæg gro. Hurley undskylder for at have tilsluttet sig Locke, den aften de overlevende skulle vælge hvem de ville følge. Jack spørger Hurley om han nogensinde vil "sige det," hvilket Hurley besvarer med at det er Jacks tur til at kaste i basketball. Før Jack går har de en kortvarig diskussion om at vende tilbage til øen.
Efter The Castaways reddes og vender tilbage til deres normale liv, undergår Jack en svær depression. Han er på grænsen til at begå selvmord, da en bil forulykker og han igen træder i karakter som helten.

## Fodnoter
1. ↑  Lost: 
"White Rabbit" (Sæson 1, afsnit 5). Manuskript af Christian Taylor.  Broadcasted første gang på American Broadcasting Company den TBA.
2. 1 2  Lost: 
"A Tale of Two Cities" (Sæson 3, afsnit 1). Manuskript af J.J. Abrams & Damon Lindelof.  Broadcasted første gang på American Broadcasting Company den TBA.
3. ↑  Lost: 
"Two for the Road" (Sæson 2, afsnit 20). Manuskript af Elizabeth Sarnoff & Christina M. Kim.  Broadcasted første gang på American Broadcasting Company den TBA.
4. ↑  Lost: 
"Stranger in a Strange Lande" (Sæson 3, afsnit 9). Manuskript af Elizabeth Sarnoff & Christina M. Kim.  Broadcasted første gang på American Broadcasting Company den TBA.
5. ↑  "The Man from Tallahassee"
6. ↑  Lost: 
"Through the Looking Glass: Part 1 & 2" (Sæson 3, afsnit 22). Manuskript af Damon Lindelof & Carlton Cuse.  Broadcasted første gang på American Broadcasting Company den TBA.
7. ↑  Lost: 
"The Beginning of the End" (Sæson 4, afsnit 1). Manuskript af Damon Lindelof & Carlton Cuse.  Broadcasted første gang på American Broadcasting Company den 31. januar 2008.
8. ↑  Lost: 
"Confirmed Dead" (Sæson 4, afsnit 2). Manuskript af Drew Goddard & Brian K. Vaughan.  Broadcasted første gang på American Broadcasting Company den 7. februar 2008.
9. ↑  Lost: 
"The Economist" (Sæson 4, afsnit 3). Manuskript af Edward Kitsis & Adam Horowitz.  Broadcasted første gang på American Broadcasting Company den 14. februar 2008.
10. ↑  Lost: 
"The Beginning of the End" (Sæson 4, afsnit 1). Manuskript af Damon Lindelof & Carlton Cuse.  Broadcasted første gang på American Broadcasting Company den 31. januar 2008.